# 波希米亞鎮區 (內布拉斯加州諾克斯縣)
波希米亞鎮區（英語：Bohemia Township）是位於美國內布拉斯加州諾克斯縣的一個行政鎮區。

## 地方資料
波希米亞鎮區的面積為86.97平方千米，皆為陸地。根據2020年美國人口普查的數據，當地共有人口42人，而人口密度為每平方千米0.48人。